# Murina aenea
Murina aenea é uma espécie de morcego da família Vespertilionidae. Pode ser encontrada na Tailândia, Malásia e Indonésia.